# Брестов
Брестов (словац. Brestov) — село в Словаччині, Гуменському окрузі Пряшівського краю. Розташоване у східній частині Словаччини в південній частині Низьких Бескидів в долині Глбокого потока, який втікає до Східно—Словацької низовини.

## Історія
Давнє лемківське село. Уперше згадується у 1567 році.
У селі є римо-католицький костел з 1928 року.

## Населення
| Рік:            | 1993 | 2003    | 2013    | 2023    |
| --------------- | ---- | ------- | ------- | ------- |
| Кількість осіб: | 515  | 549     | 589     | 580     |
| Різниця:        |      | +6,60 % | +7,28 % | -1,52 % |

| Рік:            | 2022 | 2023 |
| --------------- | ---- | ---- |
| Кількість осіб: | 580  | 580  |
| Різниця:        |      | +0 % |

У селі проживало 574 осіб (31.12.2011).
Національний склад населення (за даними останнього перепису населення — 2001 року):
- словаки — 97,05 %,
- українці — 0,92 %,
- русини — 0,55 %,
- чехи — 0,18 %.

Склад населення за приналежністю до релігії станом на 2001 рік:
- римо-католики — 89,50 %,
- греко-католики — 6,45 %,
- православні — 0,37 %,
- протестанти — 0,18 %,
- не вважають себе вірянами або не належать до жодної вищезгаданої конфесії — 3,50 %.